# 对称 (数学)
对称不只出現在幾何學中，也在數學領域的其他分支中出現，对称其實就是不變量，是指某特性不隨數學轉換而變化。
若一個物件可以藉由另一個物件的不變轉換來得到，二個物件藉由不變轉換有互相对称關係，這是一種等价关系。
在對稱函數中，函數的輸出值不隨輸入變數的排列而改變，這些排列形成一個群，也就是對稱群。在欧几里得几何中的等距同构中，也有使用「對稱群」一詞，更廣泛的用法是自同构群。

## 對稱關係
若某一種二元关系，使得每次只要若a關係到b，b也關係到a，則此關係稱為對稱關係。例如等於和同餘就是一種對稱關係，以非數學的例子而言，「和……結婚」也是一種對稱關係。
這種對稱不完全是反对称关系的反義。有些關係可能同時是對稱關係及反對稱關係（像等於關係），也有些關係既不是對稱關係也不是反對稱關係。

## 對稱函數
在對稱函數中，函數的輸出值不隨輸入變數的排列而改變。從函數的形式中可以看出若輸入變數排列後，方程式不會改變。例如
- a2c+3ab+b2c，在a和b對調後其值不變。

- 對於一個球體．若φ為其方位角，θ為其天頂角，r為半徑，則大圓距離可以表示為{\displaystyle d(\theta _{1},\varphi _{1},\theta _{2},\varphi _{2})=r\cos ^{-1}\left(\cos \theta _{1}\cos \theta _{2}+\sin \theta _{1}\sin \theta _{2}\cos(\varphi _{1}-\varphi _{2})\right).}

根據上述的距離公式，可以看出一些對稱性，在以下變換下，距離不變：
天頂角各加某特定角度。
其方位角對調、天頂角對調，或是兩者都對調。

## 代數中
一對稱矩陣可以視為是行編號及列編號的對稱函數，行編號和列編號對調後，數值不變。一些有適當光滑性的函數，其二階偏導數也可以視為是對稱函數，參照二阶导数的对称性。
一個二元關係為對稱關係若且唯若其布尔值函数為對稱函數。
一個二元關係滿足交換律若其運算子（可視為二個變數的函數）為為對稱函數。滿足交換律的二元關係包括聯集，交集及对称差。
伽羅瓦理論的主題在處理數學域中隱藏的對稱性。
對偶也是一個和對稱有關的數學概念。

## 幾何中
在坐標空間中可以考慮幾何中的對稱。如果稱一物件為對一給定的運算為對稱的話，即表示若作用在此一物件上時，此一運算並不會改變此物件或其外觀。在二維幾何中，較有興趣的幾種主要的對稱為相對於基本之歐幾里得空間等距的：平移、旋轉、鏡射及滑移鏡射，可以用點群表示。三維空間中的三維點群則更為複雜。
在二十世紀以前，群和变换群（群作用）為同義詞，一直到二十世紀初期才有不用群作用來定義群的抽象定義。

## 微分方程的對稱
微分方程的對稱是指不改變微分方程的变换，這些對稱的知識有助於微分方程的求解。
微分方程系統的Lie對稱是指一個微分方程系統的連續對稱，Lie對稱的知識可以藉由降階的方程簡化常微分方程。

## 互相對稱的物件
若二物件對一組給定的運算為對稱的話，可以藉由一個物件再配合運算，得到另一個物件，這是一種等價關係。

## 随机性
随机性的概念一般是指其機率分佈對於所有輸出有最大的對稱性。
若是輸出只有有限個可能輸出，而對於輸出的重新排列有對稱性，表示為離散型均勻分佈。若是輸出為一實數區間，而對於輸出中各個長度相同的子區間可以重新排列，仍有對稱性，表示為連續型均勻分布。
在其他例子中，像「随机選擇一個整數」或「随机選擇一個實數」，其中未提及機率分佈中對於輸出的重新排列或重新排列長度相同的子區間有對稱性。其他合理的對稱性也無法限制到只允許一組機率分佈，因此可以提供最大對稱性的機率分佈並不唯一。
例如一種可能輸出所有正數的對稱随机性，可以將連續型均勻分布再乘上對數，其輸出和倒數的輸出會有相同的分佈，不過符合此條件的機率分佈也不止一種。
若是在平面或是空間中的随机點，可以先選取原點，再考慮一個有圓對稱性或球對稱性的機率分佈。

## 反對稱

太極圖

一個二個變數的函數，若滿足f(y, x) = −f(x, y)，此函數即為反對稱。此性質隱含f(x, x) = 0（除了在特征為2的域中以外）。一個反對稱矩陣若視為行編號及列編號的函數，也符合相同條件。
此特性在運算子中也稱為反交換律。

## 機率論中的對稱
在機率論中，從一個随机事件的對稱，可以推導出随机的機率分佈。
例如骰子擲出任何一面都是對稱的随机事件，因此样本空间 {1, 2, 3, 4, 5, 6}有幾乎相同的機率。